# Dagmara Bollová
Dagmara Bollová (ur. 16 września 1942) – słowacka polityk i nauczycielka, posłanka do Rady Narodowej.
Absolwentka pedagogiki na Uniwersytecie Komeńskiego w Bratysławie. Pracowała jako nauczycielka, była zastępczynią dyrektora i dyrektorem szkoły średniej. W latach 2002–2006 sprawowała mandat posłanki do Rady Narodowej z ramienia Komunistycznej Partii Słowacji, w 2006 pełniła funkcję obserwatora OBWE podczas wyborów na Białorusi. Po konflikcie z władzami partii opuściła KSS. Była kandydatką w wyborach prezydenckich w 2009, w pierwszej turze głosowania otrzymała około 1,1% głosów, zajmując 6. miejsce wśród 7 kandydatów.